# Burkhard Malich
Burkhard Malich (* 29. November 1936 in Schweidnitz, Schlesien, heute Świdnica, Polen) ist ein deutscher Schachgroßmeister und Historiker.

## Leben
Burkhard Malich studierte von 1955 bis 1960 Deutsche Geschichte an der Martin-Luther-Universität Halle-Wittenberg und arbeitete danach als Lehrer bis 1969. 1971 promovierte er zum Dr. phil über das Thema Spätmittelalterliche deutsche Spielallegorien als sozialgeschichtliche Quelle. An der Universität Halle lehrte er an der Sektion Orient- und Altertumswissenschaften auf dem Gebiet der Byzantinistik und für die Sektion Geschichte auf dem Gebiet der mittelalterlichen Geschichte und nach 1990 bis 2001 am Institut für Orientalistik – Christlicher Orient. Zu seinen wissenschaftliche Schwerpunkten gehörten Byzantinische und Osmanische Geschichte und die Beziehungen zu den Nachbarvölkern im Osten und Westen, die Geschichte des Alltagslebens im Mittelalter, Wissenschaftsgeschichte der Universität und Schachgeschichte. Er war Landesbeauftragter für Sachsen–Anhalt des Deutschen Instituts für Bildung und Wissen/Paderborn. Er ist verheiratet und hat zwei Kinder.

## Schach
Malich begann 1948 als 12-Jähriger mit dem Schachspiel und siegte bereits drei Jahre später bei den Jugendmeisterschaften der DDR, 1953 errang er den Jugendtitel ein zweites Mal. In den Jahren 1957 und 1973 gewann Malich die Einzelmeisterschaften der DDR und wurde zudem noch sechsmal Vize-Meister. Auf internationaler Ebene qualifizierte er sich 1963 und 1974 zur Teilnahme an zwei Zonenturnieren und gewann die Turniere von Zinnowitz (dreimal in Folge 1969–1971), Amsterdam (1971), Děčín (1976) und ein Jahr später in Leipzig.
Auch in verschiedenen Mannschaftswettbewerben war Burkhard Malich erfolgreich, so wurde er 10-facher DDR-Mannschaftsmeister mit dem SV Wissenschaft Halle beziehungsweise mit den Nachfolgevereinen SC Chemie Halle und Buna Halle. Nach der deutschen Wiedervereinigung spielte Malich in der Saison 1991/92 mit Buna Halle und 1994/95 mit dem PSV Duisburg in der ersten Schachbundesliga. Mit Duisburg nahm er auch am European Club Cup 1994 teil.
Mit dem Nationalteam der DDR nahm Malich zwischen 1958 und 1972 an allen acht Schacholympiaden teil und war 1970 am Gewinn der Bronzemedaille bei den Mannschaftseuropameisterschaften in Kapfenberg beteiligt. Im Jahr 2004 wurde er mit der deutschen Seniorenmannschaft Weltmeister, 2004 und 2005 Seniorenmannschaftseuropameister.
1962 wurde er Internationaler Meister, den Großmeistertitel erhielt er 1975 von der FIDE. Seine Elo-Zahl beträgt 2323 (Stand: April 2016), seine höchste Elo-Zahl von 2535 erreichte er im Januar 1977 und Januar 1978.